# Iljoesjin Il-38
De Iljoesjin Il-38 (Russisch: Ильюшин Ил-38) (Navo-codenaam: May) is een maritiem verkennings- en onderzeebootbestrijdingsvliegtuig afgeleid van de Iljoesjin Il-18. Informatie over de Il-38 is slechts zeer beperkt beschikbaar, maar bekend is dat het toestel in 1967 voor het eerst heeft gevlogen.

## Gebruikers
- Rusland
- India
- Sovjet-Unie

Il-2 · Il-4 · Il-10 · Il-12 · Il-14 · Il-18 · Il-20 · Il-28 · Il-38 · Il-40 · Il-62 · Il-76 · Il-78 · Il-80 · Il-86 · Il-96 · Il-103 · Il-114